# Ishullana
Ishullana var i mesopotamisk mytologi Anus trädgårdsmästare.
Ishullana uppvaktas av gudinnan Ishtar men avvisar inviten. Som straff förvandlar hon honom till mullvad.